# Jostein Gaarder
Jostein Gaarder, norveški pisatelj, * 8. avgust 1952, Oslo.
Rodil se je v učiteljski družini. Na Univerzi v Oslu je študiral skandinavske jezike, filozofijo in bogoslovje. Preden se je posvetil pisateljski karieri, je poučeval filozofijo.
Piše zlasti romane in kratko prozo, predvsem za otroke. Njegovo najbolj znano delo je roman Zofijin svet s podnaslovom Roman o zgodovini filozofije. Preveden je v triinpetdeset jezikov, tudi v slovenščino, po njem pa je bil posnet tudi film.
Leta 1997 je skupaj z ženo Siri Dannevig ustanovil sklad Zofijina nagrada, imenovan po njegovem popularnem romanu. To je mednarodna nagrada za okolje in razvoj, ki se podeljuje vsako leto in znaša 100.000 ameriških dolarjev. Z ženo in sinovoma živi v Oslu.

## Seznam njegovih del
- Diagnosen og andre noveller (1986)
- Froskeslottet (1988)
- Kabalmysteriet (Skrivnost igralnih kart) (1990), ISBN 978-961-230-302-0
- Sofies verden (Zofijin svet) (1991)
- Julemysteriet (1992)
- Bibbi Bokkens magiske bibliotek (1993)
- I et speil, i en gåte (V ogledalu, v uganki) (1993), ISBN 961-6221-20-5
- Hallo? Er det noen her? (1996)
- Vita Brevis (1996)
- Maya (Maja) (1999)
- Sirkusdirektørens datter (2001)
- Appelsinpiken (Lepotica s pomarančami) (2004), ISBN 961-6221-78-7
- Sjakk Matt' (2006)
- De gule dvergene (2006)
- Slottet i Pyreneene (2008)